# Репнин, Николай Васильевич (1834)
Князь Никола́й Васи́льевич Репни́н(-Волконский) (1834 — 1918) — киевский губернский предводитель дворянства, член Государственного совета по назначению.

## Биография

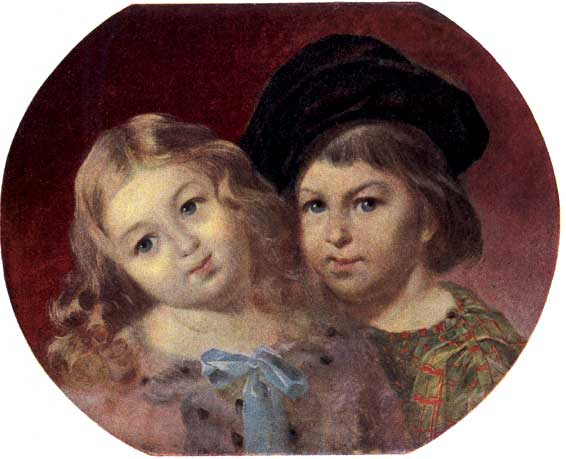
Николай и его сестра Варвара на портрете руки украинского писателя Тараса Шевченко, 1844

Сын коллежского асессора князя Василия Николаевича Репнина-Волконского (1806—1880) и фрейлины Елизаветы Петровны Балабиной, внук князя Николая Григорьевича Репнина-Волконского. Родился в Санкт-Петербурге 27 марта (8 апреля) 1834 года, крещён 27 апреля в Придворной церкви Зимнего дворца при восприемстве своей бабушки статс-дамы А. Н. Волконской.
Окончил Школу гвардейских подпрапорщиков и кавалерийских юнкеров, откуда в 1854 году был выпущен корнетом в Кавалергардский полк.
Во время Крымской войны находился в составе войск, охранявших прибрежную полосу Санкт-Петербургской губернии. В 1857 году был причислен к русскому посольству в Париже, а в 1861 — переведен адъютантом к командиру Отдельного Гвардейского корпуса. В 1862 году был произведен в ротмистры.
Летом 1862 вышел в отставку по болезни и поселился в своем Полтавском имении. С 1865 года служил по дворянским выборам, в течение четырёх трехлетий избирался Пирятинским уездным предводителем дворянства (1865—1877).
Чины: действительный статский советник (1880), камергер (1882), гофмейстер (1892), обер-гофмейстер (1905).
В 1878 году назначен был Киевским уездным предводителем дворянства, а 12 сентября 1880 — Киевским губернским предводителем дворянства. Кроме того, состоял почетным мировым судьей Пирятинского и Киевского мировых округов. В 1905 году был пожалован в обер-гофмейстеры.

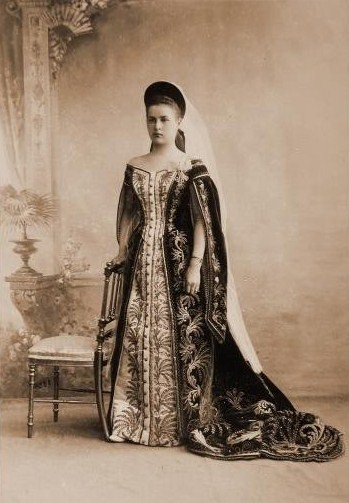
Ольга Репнина, дочь

В 1909 году был назначен неприсутствующим членом Государственного совета. За свою многолетнюю службу был удостоен многих наград и отличий. Скончался в 1918 году.

## Семья
Был женат на светлейшей княжне Софье Дмитриевне Волконской (1841—1875), дочери церемониймейстера Дмитрия Петровича Волконского и Марии Петровны Кикиной, внучке П. М. Волконского. Их дети:
- Вадим (1869—1912), был женат на Надежде Владимировне Семичевой.
- Ольга (1872—1953), замужем за герцогом Георгием Николаевичем Лейхтенбергским.

## Награды
- Орден Святого Станислава 1-й ст. (1885);
- Орден Святой Анны 1-й ст. (1889);
- Орден Святого Владимира 2-й ст. (1895);
- Высочайшая благодарность (1896);
- Орден Белого Орла (1900);
- Орден Святого Александра Невского (1904);
- Высочайшая благодарность (1907);
- бриллиантовые знаки ордена Святого Александра Невского (1908).
- Медаль «В память войны 1853—1856 гг.»;
- Медаль «В память коронации императора Александра III» (1883);
- Медаль «В память царствования Императора Николая I» (1896);
- Медаль «В память царствования императора Александра III»;
- Медаль «В память коронации Императора Николая II»;
- Медаль «За труды по первой всеобщей переписи населения» (1897);
- Медаль «В память 300-летия царствования дома Романовых» (1913);
- Знак отличия беспорочной службы за L лет;
- Знак отличия 24 ноября 1866 года за поземельное устройство бывших государственных крестьян.

Иностранные:
- румынский орден Короны 1-й ст. (1899);
- болгарский орден «За гражданские заслуги» 1-й ст. (1902);
- персидский орден Льва и Солнца 1-й ст. (1906).